# San Cisco
A San Cisco egy négy tagú ausztrál indie pop-együttes, ami 2009-ben jött létre Fremantle-ben, Nyugat-Ausztráliában.
Az együttes tagja közé tartozik Jordi Davieson (ének, gitár), Josh Biondillo (gitár, ének), Nick Gardner (basszusgitár) és Scarlett Stevens (dob, ének). Scarlett Stevens-ön kívül minden tag játszik billentyűs hangszereken is. 2011 novemberében az együttes Albert Productions nevű kiadóval írt alá szerződést.

## Történetük
Az együttes tagjai mind a fremantle-i középiskolába jártak. Az énekes Davieson és a dobos, Stevens már gyerekkoruk óta ismerik egymást, és már több rockegyüttesnek voltak alapító tagjai. Scarlett Stevens apja Phil Stevens, aki a Jarrah Records nevű kiadó alapítója és a John Butler Trio és a The Waifs menedzsere. 2009-ben, az év vége felé Stevens, Davieson és Biondillo együtt kezdtek el zenélni, ez után nem sokkal csatlakozott az együtteshez Gardner, a basszusgitáros. Az együttes neve eredetileg King George (György király) volt. Az együttes szavazást hirdetett ki a rajongók körében egy új névvel kapcsolatban, a szavazók pedig úgy döntöttek, hogy az együttes neve legyen San Cisco. Az együttes tagjainak nyilatkozata alapján nincs kapcsolat San Francisco és az együttes neve között.
2010-ben Perth-ben, a Blackbird Studios-ban a San Cisco felvette az első EP-jét, a Golden Revolvert. A „Golden Revolver” című lemez Ausztrália alternatív zenét játszó rádióállomásain erős kezdésnek bizonyult: az XFM London DJ-je, Mike Walsh azt mondta, hogy "ha ez a Vampire Weekend új kislemezeként került volna a kezembe, nem lennék meglepődve." A Golden Revolver c. szám zenei videója a Margaret-folyón készült, a képsor az együttes tagjainak csónakos kirándulását mutatja. Az együttes második kislemeze a "Girls Do Cry". Az együttes 2011-ben szerepelt a Triple J Unearthed c. műsorban és jelölve lett a 2011-es Unearthed J Awardra.
Miközben 2011-ben a Golden Revolver tovább folytatta az együttes népszerűsítését, a zenekar számos ausztráliai fesztiválon vett részt, mint például a Fuse Festivalon, amit Adelaide-ban rendeztek meg. A San Cisco előzenekara volt a The Grates-nek, a Jebediah-nak és az Architecture in Helsinkinek és feltűnt több új-zélandi televíziócsatorna műsorában is.
2011 vége felé az együttes szerződést kötött az Albert Productionsszel, amely kapcsolatban áll például az AC/DC-vel és Megan Washington-nal.
A Triple J's Hottest 100 című ranglistában a zenekar „Awkward” című száma a hetedik helyet érte el.
2012 szeptemberében az együttes szerződést kötött a Fat Possum Records-szal. A kiadó és az együttes 2012 novemberére tervezik az első nagylemez kiadását.

## Diszkográfia
Albumok
- San Cisco (2012. november 23.)

EP-k
- Golden Revolver (2011. február 4.)
- Awkward (2012. február 3.)